# Герб Єрусалима
Герб Єрусалима є офіційною символікою міста Єрусалима, столиці Ізраїлю. 

## Опис
Геральдичний щит являє собою англійську форму, обведену синім контуром. На щиті зображено Стіну Плачу жовтого кольору і синю фігуру лева, який стоїть на задніх лапах в обрамленні оливкових гілок. Над щитом назва міста написана на івриті. Лев символізує рід (коліно) Юди (див. Лев Юди), оливкові галузки символізують мир, синій колір води символізує юдаїзм. 

## Історія
Герб затверджений у 1950 році.
У 2006 році влада Єрусалиму ухвалила рішення змінити дещо фігуру Лева, оскільки той є дуже подібним зображенню на логотипі французького виробника автомобілів Peugeot. Лев став стрункішим і вищим, а під ним назва міста "Єрусалим".